# Michaił Pochwalenski
Michaił Pietrowicz Pochwalenski, ros. Михаил Петрович Похваленский (ur. 11 stycznia 1901 r. w Morszansku, zm. ?) – radziecki wojskowy (wojeninżynier 3 rangi), propagandysta Rosyjskiej Armii Wyzwoleńczej, inspektor ds. propagandy w oddziale propagandy, a następnie dowódca samochodowej grupy remontowej sztabu Sił Zbrojnych Komitetu Wyzwolenia Narodów Rosji podczas II wojny światowej.
W 1919 r. ukończył szkołę realną w Morszansku. 1 października tego roku wstąpił do Armii Czerwonej. Do pocz. sierpnia 1921 r. służył w 6 Pułku Strzeleckim, po czym rozpoczął studia w wyższej pancerno-samochodowej szkole wojskowej. Po jej ukończeniu w połowie stycznia 1923 r., został skierowany do 8 Samodzielnego Oddziału Samochodów Ciężarowych jako dowódca plutonu. W połowie 1925 r. objął funkcję zastępcy dowódcy kompanii w 3 Samodzielnym Oddziale Samochodów Ciężarowych. Od maja 1929 r. dowodził 4 Samodzielnym Batalionem Samochodowym. Na przełomie lat 20. i 30. uczestniczył w walkach z basmaczami. Od 1931 r. służył w milicji karakumskiej. Na początku maja 1933 r. w stopniu wojeninżyniera 3 rangi przeszedł do rezerwy Armii Czerwonej. W 1939 r. ukończył studia w instytucie przemysłowym w Taszkencie. Po ataku wojsk niemieckich na ZSRR 22 czerwca 1941 r., został zmobilizowany do Armii Czerwonej. Mianowano go dowódcą 812 Samodzielnego Batalionu Samochodowego 64 Armii. Na początku lipca tego roku dostał się do niewoli niemieckiej. Osadzono go w oflagu XIII-D w Hammelburgu. W listopadzie został członkiem nowo powstałej Rosyjskiej Robotniczej Partii Ludowej. Pod koniec 1943 r. wstąpił do Rosyjskiej Armii Wyzwoleńczej (ROA). Po ukończeniu szkoły propagandystów ROA w Dabendorfie pod Berlinem na początku 1944 r., służył jako oficer propagandowy w obozach jenieckich. Od listopada tego roku w stopniu kapitana pełnił funkcję inspektora ds. propagandy w oddziale propagandy sztabu Sił Zbrojnych Komitetu Wyzwolenia Narodów Rosji. W lutym 1945 r. stanął na czele samochodowej grupy remontowej sztabu Sił Zbrojnych KONR. 9 maja tego roku wraz ze sztabem i częścią oddziałów "własowskich" poddał się Amerykanom. W lutym 1946 r. został przekazany Sowietom. Po procesie skazano go w 1948 r. na karę 25 lat łagrów. Dalsze jego losy są nieznane.